# 荷蘭鳥島
荷蘭鳥島是納米比亞的島嶼，位於該國西部的大西洋海域，屬於企鵝群島的一部分，長0.11公里、寬0.09公里，面積0.01平方公里，最高點海拔高度12米，島上無人居住。